# Соколова, Ингрида Николаевна
Ингрида (Ида) Николаевна Соколова (10 августа 1923, Ауце — 27 октября 2012, Рига) — советская латышская писательница, литературный критик, литературовед, переводчица, сценарист, член Союза писателей СССР (1962), доктор филологических наук (1976).

## Биография
Родилась в 1923 году небольшом городке Ауце в Латвии в семье торговца-еврея, урождённая Ида Левитаце (Ida Levitace).
Окончила гимназию в Елгаве, с присоединением Латвии к СССР в 1940 году в 17 лет начала работать в городской газете «Zemgales Komunists».
Участница Великой Отечественной войны. Осенью 1941 года эвакуировалась в Воронеж, где жили её родственники, работала техническим секретарём редакции газеты «Коммуна». Благодаря В. Л. Василевской стала сотрудником газеты Политуправления Юго-Западного фронта, выходившей в Воронеже на немецком языке, работала в отделе контрпропаганды. Затем, после прохождения обучения в разведшколе, работала переводчиком. По ряду сведений работала во фронтовой разведке в группе Юрия Ватера при 7-м отделе политуправления 1-го Украинского фронта. На лето 1944 года — переводчик разведотдела штаба 21-го гвардейского стрелкового корпуса 4-й гвардейской армии, гвардии старший лейтенант административной службы. Под конец войны была тяжело ранена: дом, в котором размещались разведчики, бандеровцы забросали гранатами, стены рухнули и придавили 21-летнюю переводчицу. День Победы встретила в госпитале. Осталась инвалидом.
В этот период огромную роль в её судьбе сыграл муж — он нашёл её, приехал и забрал парализованную Ингриду из госпиталя, не обращая внимания на её психологический срыв и протест, — унёс её на руках, чем вернул ей веру в жизнь и счастье. Этот реальный эпизод нашёл отражение в написанном ею автобиографичном сценарии фильма «Песнь, наводящая ужас».
Награждена орденами Отечественной войны II и I степеней (1944 и 1985 гг.), медалью «За победу над Германией» (1945). Член ВКП(б) с 1946 года.
Не знаете ли Вы писательницу (в Риге) Ингриду Соколову? Она инвалид войны, но хороший, душевный человек. Найдите её (живёт на улице Горького), познакомьтесь, наговоритесь, и совет добрый она даст.
После войны заочно окончила Саратовский государственный университет им. Н. Г. Чернышевского (1951).
В 1953 году приехала в Ригу, где, несмотря на полученную на фронте инвалидность (осталась ограниченно подвижной) и малую мобильность, вела активную научную, творческую и общественную деятельность. Известно, что иногда для чтения лекций в аудиторию её вносили на руках. Состояла в переписке со многими деятелями культуры СССР.
В 1956 году окончила аспирантуру ЛГУ — кандидат филологических наук (1956), затем получила степень доктора филологических наук (1976).
С 1962 года член Союза писателей СССР.
В 1973 году за заслуги в области советской литературы награждена орденом «Знак Почёта».
Также была награждена рядом медалей, получила звание Заслуженный работник культуры Латвийской ССР.

И вот, когда я думаю о минувшей войне, непременно вспоминаю Ингриду Соколову. Война лишила её юности, отняла здоровье, но не сломила. Тридцать с лишним мирных лет, преодолевая физические страдания (тяжелая болезнь ног), упорно занимается она своим любимым делом — литературой.— журнал «Дружба народов», 1976 год
Проживала в писательском доме на улице Кришьяня Вальдемара, дом 145а. Последние годы жизни — на проспекте Курземес, 88. А также на даче в посёлке Мурьяни.
Умерла в 2012 году в Риге. Похоронена на кладбище Райниса.

## Семья
Муж — Михаил (1919—1984), участник Великой Отечественной войны. Дочь Ирена — врач-отоларинголог.

## Творчество
Автор множества монографий о творчестве латвийских писателей и ряда художественных произведений.
Печататься начала ещё в 1941 году, первые её работы — рецензии на литературные произведения появились в газете «Zemgales Komunists» в январе 1941 года.
Являлась специалистом по творчеству латышского писателя — Вилиса Лациса, ему посвящены обе диссертации — и кандидатская, и докторская, — а также несколько книг. Лично встречалась с ним: первый раз во время войны, когда он приезжал к фронтовикам в госпиталь, где она лежала после ранения, затем — когда писала кандидатскую о нём. Потом они поддерживали тесные связи.
Также автор литературоведческих работ о латвийских писателях Жане Гриве, Анне Саксе, Миервалдисе Бирзе и других.

### «Биография одного поколения»
Автобиографическая повесть Соколовой «Биография одного поколения» (1980) была в переводе на русский язык в сокращенном варианте опубликована под заглавием «Три ступени жизни» в журнале «Звезда», 1978, № 2. В этой книге писательница рассказывает о героизме молодежи в годы войны, о встречах с интересными людьми, о своём «возвращении в жизнь» после ранения.
Это произведение было отмечено литературной премией имени Николая Островского, получило массу положительных отзывов со стороны критиков. Так, Леонид Жуховицкий в рецензии под названием «Право на воспоминания» (журнал «Юность», 1982) анализирует повесть и цитирует отклики на неё коллег-писателей и читателей:

А Вы, ничего не приукрашивая в отношении ужасов войны (человек с оторванной головой бежит — куда дальше!), — сумели в то же время показать войну как взрыв добрых чувств человеческой солидарности, участия, милосердия, тепла. Это удивительно! Всюду видно, что книгу писал человек с чистым сердцем и человек благородный, никого и ничего не забывший, и в особенности, — людей, когда-то, чем-то поддержавших его в пути. Вы можете гордиться этой книгой.— литературовед Владимир Лакшин, открытое письмо автору в журнале "Звезда", 1978 год

Сегодня прочитал с радостью и наслаждением твою трилогию. Сразу же спешу поздравить с удачей, несомненной и безусловной. Очень живо, эмоционально, умно и значительно. Это и исповедь духа, и описание одной жизни, и завет потомкам. Очень верно и тонко передан характер героини с самого детства, и затем, через всю жизнь — к нравственно-духовному вознесению сквозь все ужасы века и личную драму… Я с трепетом читал многие страницы… Ещё раз поздравляю с удачей.— писатель Василь Быков

Любимой своей героиней считаю Ингриду Соколову, написавшую о своей необыкновенной судьбе «Три ступени жизни». Она живёт Настоящей Жизнью, хотя прикована к постели!— из отзыва читателя, журнал «Литературное обозрение», 1981 год

Повествование о войне ведёт женщина. Отсюда чисто женское восприятие фронтовой жизни, восприятие сердцем, чувствами, страстью. Отсюда — накал воображения, и стирается даль времени… От старого солдата за «Три ступени жизни» — гвардейское спасибо!— Борис Захаров, полковник в отставке, ветеран Северо-Западного фронта, 1978 год
В дальнейшем выходившие её рассказы были положительно встречены критикой, отмечалось растущее мастерство автора:

Рассказы «Ложь» и «В ожидании чуда» наиболее сильные из вошедших в новые книги писательницы, в целом рассказы И. Соколовой последних лет отличает ровное, спокойное повествование. Автор не спешит с развязкой сюжетной линии, не стремится к скорейшему развитию коллизий, что было заметно раньше.— журнал «Литературное обозрение», 1982 год

### Фильмография
По автобиографичным сценариям Соколовой на Рижской киностудии режиссёром Янисом Стрейчем сняты фильмы «Свидание на Млечном пути» (1985) и «Песнь, наводящая ужас» (1989).